# George M. Fredrickson
Pour les articles homonymes, voir Fredrickson.
George M. Fredrickson (né le 16 juillet 1934 à Bristol au Connecticut, et mort le 25 février 2008 à Palo Alto en Californie), est un activiste, auteur et historien, ainsi qu'universitaire et professeur américain.
Professeur d'université des études sur le racisme aux États-Unis et du suprémacisme blanc à l'université Stanford en Californie jusqu'à sa retraite en 2002, il continue après sa retraite à publier plusieurs textes et articles, écrivant au total huit livres et éditant quatre autres.
En plus d'être un professeur et écrivain de renom, Fredrickson est l'un des précurseurs de l'histoire comparée aux États-Unis (ses essais et articles comprenaient des développements sur des thèmes d'idéologie comparative sur le racisme aux États-Unis et en Afrique du Sud), cofondant l'Institut de recherche des études comparatives sur la race et l'ethnicité en 1996.
L'une de ses œuvres les plus connues reste White Supremacy: A Comparative Study of American and South African History, qui reçoit le Ralph Waldo Emerson award et le Merle Curti award, faisant de lui le finaliste pour le prix Pulitzer d'histoire et le National Book Award.

## Biographie

### Jeunesse et formation
Fredrickson né le 16 juillet 1934 à Bristol de parents d'origine norvégienne, Connecticut, mais passe la majeure partie de sa jeunesse à Sioux Falls dans le Dakota du Sud.
Il a fréquente l'école secondaire dans le Dakota du Sud puis a été accepté à l'université Harvard où il obtient son diplôme en 1956.
Il part ensuite étudier à l'université d'Oslo grâce à une bourse du programme Fulbright avant de rejoindre l'US Navy, où il finit démobilisé en 1960 après avoir servi pendant trois ans.
De retour à Harvard, il obtient son doctorat en 1964 sous la direction de l'historien Donald Fleming. Il publie son premier livre The Inner Civil War un an plus tard, qui examine l'influence de la guerre de Sécession sur les personnalités intellectuelles aux États-Unis pendant cette période. Les travaux les plus fondamentaux de Fredrickson étaient centrés sur l'histoire de la race et du racisme aux États-Unis et dans le monde. Il est dit que son analyse des points de vue divergents exprimés par les Blancs du Nord et du Sud aux États-Unis (avant la guerre de Sécession) sur l'infériorité des Noirs dans son livre The Black Image in the White Mind (1971) a grandement contribué à la compréhension du racisme pendant ce temps (il y remporte grâce à cet ouvrage le prix Anisfield-Wolf). Il a continué à examiner l'idéologie raciale pendant la guerre de Sécession jusqu'à sa mort.

### Carrière universitaire et activisme
Après son doctorat à Harvard, Fredrickson enseigne à l'université pendant trois ans avant de partir enseigner à l'université Northwestern l'histoire américaine.
Au cours de ses années d'université, il fait partie des étudiants blancs ayant voyagé dans le Sud du pays pour soutenir le mouvement afro-américain des droits civiques et rejoint la marche sur Washington pour l'emploi et la liberté en 1963,.
Fredrickson s'est également battu contre l'apartheid en Afrique du Sud, exhortant même avec le sociologue de Stanford St. Clair Drake à céder ses actions dans des sociétés faisant des affaires avec l'Afrique du Sud (ils remettent une pétition signée par 206 membres du corps professoral au conseil d'administration de l'université).
En 1984, il part enseigner à l'université Stanford, et y reste jusqu'à sa retraite en 2002.
Durant sa période à Stanford, il reçoit la médaille Allan V. Cox pour l'excellence de la faculté favorisant la recherche de premier cycle. Il sert de directeur de thèses et mémoire pour les étudiants de premier cycle et des cycles supérieurs à Northwestern et à Stanford.
Dans son avant-propos de Racism: A Short History, republié en 2015 (qui traite de l'inégalité raciale et du racisme en tant qu'idéologie et pratique dans les sociétés occidentales au cours du dernier demi-millénaire et comment il est basé sur les trois composantes principales : pureté raciale, essentialisme culturel ou particularisme, et état d'esprit « eux » contre « nous » dans lequel la différence et le pouvoir ont structuré les régimes racistes), l'historien de Stanford Albert M. Camarillo discute des cours qu'il a coécrits et enseignés avec Fredrickson. Ils y ont développé un cours intitulé Race and Ethnicity in the American Experience, examinant comment les idéologies raciales se sont manifestées dans les institutions et politiques sociétales qui ont façonné les statuts socioéconomiques des communautés de couleur en Amérique du Nord à partir de l'ère coloniale (britannique et espagnole) à travers le XXe siècle. Un autre cours qu'ils ont enseigné était "Comparative Perspectives on Race and Ethnicity", inspiré de séminaires auxquels ils ont participé de 1992 à 1994. Ils co-fondent l'Institut de recherche d'études comparatives sur la race et l'ethnicité à Stanford en 1996.
Fredrickson est président de l'Organization of American Historians en 1997-1998 et est nommé à deux reprises membre principal du National Endowment for the Humanities. Il reçoit des bourses du Humanities Center et de la John Simon Guggenheim Memorial Foundation.

### Vie personnalle et mort
George M. Fredrickson fut marié pendant 52 ans (et ce jusqu'à sa mort d'un arrêt cardiaque le 25 février 2008) à Hélène Osouf (une des nièces du sculpteur Jean Osouf), avec qui il a quatre enfants.

## Ouvrages
Tout au long de sa vie, Fredrickson publie de nombreux articles universitaires sur le thème du racisme et de l'égalité des droits civils.
Il a publié huit livres :
- The Inner Civil War: Northern Intellectuals and the Crisis of the Union (1965)
- The Black Image in the White Mind (1971)
- White Supremacy: A Comparative Study of American and South African History (1981)
- Arrogance of Race: Historical Perspectives on Slavery, Racism, and Social Inequality (1988)
- Black Liberation: A Comparative History of Black Ideologies in the United States and South Africa (1995)
- The Comparative Imagination: On Racism, Nationalism, and Social Movements (1997)
- Racism: A Short History (2002)
- Big Enough to Be Inconsistent: Abraham Lincoln Confronts Slavery and Race (2008)

## Prix
- Lauréat du prix Anisfield-Wolf: 1972
- Finaliste du prix Pulitzer d'histoire: 1982
- Lauréat du Merle Curti Award de l'Organization of American Historians: 1982
- Lauréat du Ralph Waldo Emerson Award de la fraternité Phi Beta Kappa
- Lauréat du Cox Award pour l'encouragement de la recherche de premier cycle à Stanford: 2002[11]